# Cơ quan Năng lượng hạt nhân
Cơ quan Năng lượng hạt nhân (tiếng Anh: Nuclear Energy Agency) là cơ quan liên chính phủ đa quốc gia của Tổ chức Hợp tác và Phát triển Kinh tế. Cơ quan được thành lập ngày 01.2.1958 với tên ban đầu là Cơ quan Năng lượng hạt nhân châu Âu (ENEA) (Hoa Kỳ tham gia như một thành viên cộng tác). Tên của cơ quan này được thay đổi như hiện nay kể từ ngày 20.4.1972, sau khi Nhật Bản trở thành một thành viên.
Nhiệm vụ của Cơ quan là "hỗ trợ các nước thành viên trong việc duy trì và tiếp tục phát triển, thông qua hợp tác quốc tế, các cơ sở khoa học, công nghệ và pháp lý cần thiết cho việc sử dụng năng lượng hạt nhân vì mục đích hòa bình cách an toàn, thân thiện với môi trường và tiết kiệm 
"  Lưu trữ ngày 22 tháng 2 năm 2010 tại Wayback Machine

## Các nước thành viên
Có 31 nước thành viên:
- Áo
- Ba Lan
- Bỉ
- Bồ Đào Nha
- Canada
- Cộng hòa Séc
- Đan Mạch
- Đức
- Hà Lan
- Hàn Quốc
- Hoa Kỳ
- Hungary
- Hy Lạp
- Iceland
- Ireland
- Luxembourg
- México
- Na Uy
- Nga
- Nhật Bản
- Pháp
- Phần Lan
- Slovakia
- Slovenia
- Tây Ban Nha
- Thổ Nhĩ Kỳ
- Thụy Điển
- Thụy Sĩ
- Úc
- Vương quốc Anh
- Ý

Các nước thành viên chiếm khoảng 85% sản lượng điện hạt nhân của thế giới. Lượng điện hạt nhân chiếm gần 1/4 sản lượng điện sản xuất của nước thành viên. Cơ quan Năng lượng hạt nhân làm việc chặt chẽ với Cơ quan Năng lượng nguyên tử quốc tế (International Atomic Energy Agency) ở Viên - một cơ quan chuyên môn của Liên Hợp Quốc - và với Ủy ban châu Âu tại Bruxelles.
Trong nội bộ Tổ chức Hợp tác và Phát triển Kinh tế, có sự phối hợp chặt chẽ với Cơ quan Năng lượng quốc tế và Nha Môi trường, cũng như liên lạc với các nha khác, khi cần thiết.

## Các lãnh vực hoạt động của Cơ quan Năng lượng hạt nhân
- An toàn hạt nhân và điều chỉnh  Lưu trữ ngày 28 tháng 9 năm 2006 tại Wayback Machine
- Phát triển Năng lượng hạt nhân  Lưu trữ ngày 28 tháng 9 năm 2006 tại Wayback Machine
- Quản lý chất thải phóng xạ  Lưu trữ ngày 28 tháng 9 năm 2006 tại Wayback Machine
- Bảo vệ bức xạ và Sức khỏe công cộng  Lưu trữ ngày 28 tháng 9 năm 2006 tại Wayback Machine
- Luật hạt nhân và Trách nhiệm pháp lý  Lưu trữ ngày 28 tháng 9 năm 2006 tại Wayback Machine
- Khoa học hạt nhân  Lưu trữ ngày 28 tháng 9 năm 2006 tại Wayback Machine
- Ngân hàng dữ liệu  Lưu trữ ngày 19 tháng 1 năm 2008 tại Wayback Machine
- Thông tin và Truyền thông  Lưu trữ ngày 28 tháng 9 năm 2006 tại Wayback Machine
- Toà án Năng lượng châu Âu

## Cơ cấu
Quyền tổng giám đốc của Cơ quan hiện là Thiery Dujardin. Một ban thư ký phục vụ 7 Uỷ ban kỹ thuật chuyên môn thường trực dưới sự lãnh đạo của Ban chỉ đạo Năng lượng hạt nhân – bộ phận chủ quản của Cơ quan - nơi báo cáo trực tiếp cho Hội đồng OECD.
Các Ủy ban kỹ thuật thường trực, đại diện cho mỗi ngành trong 7 lĩnh vực chính của chương trình của Cơ quan, bao gồm các chuyên gia của các nước thành viên vừa là người đóng góp cho chương trình làm việc và cũng hưởng lợi từ kết quả của nó.